# 古田一紀
古田 一紀（ふるた かずき、1995年11月29日 - ）は日本の俳優、声優。東京都出身。ボイスキット所属。

## 略歴
中学生の頃、当時好きだったハロー!プロジェクトの演劇プロジェクトの劇団ゲキハロの舞台で、初めて舞台を観て、「俺もこういうふうになりたい!!」と思った。
2011年に舞台版 PRECIOUS STONEでデビュー。以降は舞台を中心に活動。しばらくはストレートプレイの舞台作品に出演しており、「この感じでずっとやっていくのかな」と思っていた。その時に学校の授業で石丸幹二がトート役で出演していた『エリザベート』を観る機会があり、「ミュージカル、すごい!」と衝撃を受けた。その後はミュージカルを目指したという。
2015年2月から2016年9月までミュージカル・テニスの王子様3rdシーズンに主演・越前リョーマ役で出演。
2017年4月 - 5月にミュージカル『きみはいい人、チャーリー・ブラウン』で共演した高垣彩陽の本読みを聞いて声優を志す。転向については「”映像や舞台に出ながら声優をやれたらいいな”とは思っていたんですけど、実際に聞いたらその程度の気持ちじゃ太刀打ちできない、きちんと学ばないと一緒にできない世界だなと思って本格的に決意を固めました」として、同年7月29日をもってJ-beansを退所。9月5日よりマウスプロモーションに所属。
2018年3月、洗足学園音楽大学ミュージカルコース

を卒業。
2019年7月より荒井亮裕、浦和希、堀之内仁と共に声優ユニットSHALL WE BLACK OUT？を結成。なおユニット名はメンバーとプロデューサー投票により決定した、古田本人が考えたものである。
2025年1月31日、マウスプロモーションを退所し、翌・2月1日よりボイスキット所属。

## 人物
- 特技はダンス（ヒップホップ・ジャズ・タップ）、空手二段、お箏[12]。
- ミュージカル・テニスの王子様のオーディションを計3回受け、ミュージカル・テニスの王子様3rdシーズン青学8代目越前リョーマ役を射止めた[13]。
- 幼い頃から『遊☆戯☆王』のファンであり、『遊☆戯☆王SEVENS』に出演が決まった時のことを「この上なく幸せでした」とした上で、自身が演じる霧島ロアについて「自分が演じていなかったとしても一番好きだった役」と語る[14]。また、遊☆戯☆王ラッシュデュエル公認大会での優勝経験もある[15]。
- 尊敬する俳優に森山未來を挙げ、「すごく高水準でマルチに活動されていて、ダンサーとしてもスーパーダンサーだし、役者としてもお芝居はすごくおもしろいし。全部ちゃんと極めている人だな、って思っていて、好きです」とコメントしている[6]。
- 丸尾末広のファンであり、自宅の枕元に丸尾のサイン入りポスターを飾っている[16]。

## 出演
太字はメインキャラクター。

### 映画
- PRECIOUS STONE（2013年） - シュウヘイ 役
- 桜美林大学卒業制作「別れ道」（2013年） - 和泉瞬 役
- 新宿スワン（2015年）

### テレビ番組
※はインターネット配信。
- 一夜づけ（2015年1月・9月、テレビ東京）
- ミュージカル『テニスの王子様』特別番組〜Starting Story〜（2015年3月22日、テレビ東京）
- 特捜警察ジャンポリス（2015年5月・9月、テレビ東京）
- 古田一紀のパイセンさーせん☆（2020年8月24日 - 2021年7月19日、ニコニコ生放送※）
- 古田一紀のTheらじお。（2021年8月16日 - 、ニコニコ生放送※）
- 実況×解説！ざわつきバラエティ「声優育成委員会」（2023年4月14日 - 9月8日、BSフジ）

### 広告

#### CM
- 明治エッセルスーパーカップ（2012年）
- プロアクティブ（2012年）
- NTT西日本「顔」篇（2012年）
- マンガボックス（2014年7月）

#### スチール
- 柏自動車学校（2012年）

### ラジオ
- アポロン（2015年9月、TOKYO FM）
- Skyrocket company（2016年4月、TOKYO FM）

### 舞台
- 舞台版 PRECIOUS STONE（2011年12月6日 - 11日、萬劇場） - シュウヘイ 役
- ミュージカル『フラボーイ』（2012年5月18日 - 20日、ブディストホール） - 泉薫 役
- ミュージカル『Go!Go!パンダ'72』（2013年8月7日 - 14日、三越劇場） - 佐久間義明 役
- ミュージカル『流れる雲よ』（2013年4月17日 - 29日、笹塚ファクトリー） - 山口涼太 役
- 信長（2014年2月12日 - 16日、全労済ホール / スペース・ゼロ） - 影丸 役[17]
- ミュージカル『流れる雲よ』（2014年5月28日 - 6月8日、ザ・ポケット） - 喜多嶋準一 役
- アプリの王子様(仮)〜恋愛シミュレーションver〜（2014年7月10日 - 15日、Aqua studio） - 桜井 役
- Kiss Me You〜がんばったシンプー達へ〜（2014年9月3日 - 14日、中目黒キンケロ・シアター） - 内田洋介 役
- ミュージカル『テニスの王子様』3rdシーズン（2015年 - 2016年） - 越前リョーマ 役[18]
  - 青学vs不動峰（2015年2月13日 - 5月17日、TOKYO DOME CITY HALL 他）[19]
  - TEAM Live SEIGAKU（2015年6月10日 - 28日、AiiA 2.5 Theater Tokyo 他）[20]
  - 青学vs聖ルドルフ（2015年9月5日 - 11月3日、TOKYO DOME CITY HALL 他）[21]
  - 青学vs山吹（2015年12月24日 - 2016年2月21日、TOKYO DOME CITY HALL 他）[22]
  - Dream Live2016（2016年5月13日 - 2016年5月22日、パシフィコ横浜 国立大ホール 他）[23]
  - 青学vs氷帝（2016年7月14日 - 2016年9月25日、TOKYO DOME CITY HALL 他）[24]
- Live Performance Stage『チア男子!!』（2016年12月9日 - 18日、AiiA 2.5 Theater Tokyo） - 橋本一馬 役[25]
- ブロードウェイミュージカル『きみはいい人、チャーリー・ブラウン』（2017年4月9日 - 5月10日、シアタークリエ 他） - ライナス・ヴァン・ペルト 役[26][27]
- シアタークリエ10周年記念コンサート『TENTH』（2018年1月16日・20日、シアタークリエ）[28][29]
- SHOW HOUSE『GEM CLUB II』（2018年3月16日 - 4月18日、シアタークリエ 他） - モルガナイト 役[30][31]
- 舞台『この音とまれ！』（2019年8月17日 - 9月15日、全労済ホール / スペース・ゼロ 他） - 倉田武蔵 役[32]
- ミュージカル『NO.6』（2024年11月8日 - 24日、天王洲 銀河劇場 / 梅田芸術劇場 シアター・ドラマシティ） - ネズミ 役（今牧輝琉とW主演）[33]

### テレビアニメ
2019年
- 消滅都市（ディレクター）
- キャロル&チューズデイ（リッキー）

2020年
- 遊☆戯☆王SEVENS（2020年 - 2022年、霧島ロア）
- Lapis Re:LiGHTs（カップル、青年、衛兵）
- 池袋ウエストゲートパーク（鏡島、チンピラB、AD、GボーイB）

2022年
- フットサルボーイズ!!!!!（南雲竜）
- 遊☆戯☆王ゴーラッシュ!!（2022年 - 2025年、霧島ロンドン）

2024年
- BEYBLADE X（2024年 - 2025年、仮面Z / 神成シエル）

### Webアニメ
- 衛宮さんちの今日のごはん（2018年、役員）
- マウスプロモーションオリジナルアニメ『マウスどうぶつえん』（2018年 - 、トイプードルのかずき、マウスプロオレンジ）
- マウスどうぶつえん名作劇場（2020年、トイプードルのかずき）

### ゲーム
2017年
- 黒の騎士団〜ナイツクロニクル〜（ファラン）

2018年
- クルセイダークエスト（ブラックマンバ）
- エアリアルレジェンズ（ラウール）
- 逆転オセロニア（アグアレーゲン）
- SPEED WITCH BATTLE 白の魔女と五つの希望
- イケメン戦国◆時をかける恋 新たなる出逢い

2020年
- REALIVE!〜帝都神楽舞隊〜（佐々木裕之助）
- ディズニー ツイステッドワンダーランド（カリム・アルアジーム）
- 獅子の如く〜戦国覇王戦記〜（石川五右衛門、佐々木小次郎）
- キャプテン翼ZERO〜決めろ！ミラクルシュート〜（火野竜馬）

2021年
- キャプテン翼 RISE OF NEW CHAMPIONS（火野竜馬） - DLC追加キャラクター
- 鬼滅の刃 ヒノカミ血風譚
- 悪魔執事と黒い猫（フルーレ・ガルシア）
- ワールドフリッパー（エドワルド）
- クラッシュフィーバー グローバル版（ダンテ）
- 遊☆戯☆王ラッシュデュエル 最強バトルロイヤル!!（霧島ロア）
- フットサルボーイズ!!!!! ハイファイリーグ（南雲竜）
- ウインドボーイズ！（丸山大輔）

2022年
- 夢職人と忘れじの黒い妖精（ジュスト）

2023年
- 遊戯王 デュエルリンクス（霧島ロア）

### ドラマCD
- MAUSU THEATER

- 『茶水伝承ー火の国ー』 (2025年6月27日発売) - マツ 役 [53]

### 吹き替え

#### 映画
- 7月22日（2018年、トリエ）

#### ドラマ
- 恋するアプリ Love Alarm（2019年）

#### アニメ
- ドラゴン王子（2018年 - 、カラム）
- ゴーストフォース（2022年、マーロ）

### 朗読劇
- 若手朗読会　和の巻（2019年4月28日）
- 若手朗読会　グリムの巻（2019年11月3日）

### その他コンテンツ
- ボイスドラマ配信サービス「恋するおやすみコール」『CLUB★どうぶつEDEN』シリーズ（2017年、コアラの灰次）
- 小説連動型和風楽曲プロジェクト「神神化身」（2021年、九条鵺雲）

## ディスコグラフィ

### キャラクターソング
| 発売日        | 商品名                                           | 歌 | 楽曲                                      | 備考                                                               |
| ------------- | ------------------------------------------------ | --- | ----------------------------------------- | ------------------------------------------------------------------ |
| 2019年10月2日 | Virgin Sky/愛がある限りここにいる                | 帝都東神楽舞隊基地・所属舞官 | 「Virgin Sky」                            | ゲーム『REALIVE!〜帝都神楽舞隊〜』オープニングテーマ               |
| 2019年10月2日 | Virgin Sky/愛がある限りここにいる                | 帝都東神楽舞隊基地・所属舞官 | 「愛がある限りここにいる」                | ゲーム『REALIVE!〜帝都神楽舞隊〜』エンディングテーマ               |
| 2020年3月25日 | 待たされていた I love you!/星の絆                | Crown Clan | 「待たされていた I love you!」 「星の絆」 | ゲーム『REALIVE!〜帝都神楽舞隊〜』関連曲                           |
| 2020年9月9日  | ゴーハ第7小学校校歌                              | 霧島ロア（古田一紀） | 「ミニスケープ」                          | テレビアニメ『遊☆戯☆王SEVENS』第13話挿入歌・特別エンディングテーマ |
| 2022年2月9日  | フットサルボーイズ!!!!! プレイヤーソングアルバム | フットサルボーイズ!!! | 「Higher Goals」                          | ゲーム『フットサルボーイズ!!!!! ハイファイリーグ』主題歌           |
| 2022年2月9日  | フットサルボーイズ!!!!! プレイヤーソングアルバム | 大和晴（高良崚太）、榊星一郎（石森周斗）、月丘柊依（吉原康平）、幸永椿貴（山口諒太郎）、南雲竜（古田一紀）、天門泰雅（坂井易直） | 「Always Shine Bright」                   | 『フットサルボーイズ!!!!!』関連曲                                  |

### その他参加作品
| 発売日        | 商品名               | 歌                  | 楽曲                                               | 備考                                                            |
| ------------- | -------------------- | ------------------- | -------------------------------------------------- | --------------------------------------------------------------- |
| 2020年4月22日 | SHALL WE BLACK OUT?  | SHALL WE BLACK OUT? | 「SHALL WE BLACKOUT?」 「Lament」 「STEP BY STEP」 | ニコ生番組『成長JUNCTION‼』関連曲                               |
| 2020年9月26日 | MAUSU THEATER Vol.48 | 古田一紀            | 「サヨナラ夏休み」                                 | マウスプロモーションオリジナルCDシリーズ『MAUSU THEATER』関連曲 |

### ユニットメンバー
1. ↑  風見勇真（梶原岳人）、久能純（谷口博昭）、米倉鷹久（谷口淳志）、藤堂豪一郎（千葉瑞己）、白神透（會田海心）、赤音輝（小西成弥）、綾井雪松（遊馬晃祐）、貴船雅彦（小林竜之）、鯨屋練（大坪康亮）、サー・ユリエル・フィドルバード（沢城千春）、佐々木裕之助（古田一紀）、橘幸作（岡延明）、瀬乃崎宗（松岡一平）、東雲仁（宮崎遊）、高城貫（伊勢大貴）、椿坂龍馬（高橋健介）、双葉日向（汐谷文康）、双葉向夜（尾股未知也）、氷室零（伊藤昌弘）、津田新造（福西勝也）、皆川風汰（古畑恵介）、皆川修司（新井雄也）
2. ↑  貴船雅彦（小林竜之）、鯨屋練（大坪康亮）、サー・ユリエル・フィドルバード（沢城千春）、佐々木裕之助（古田一紀）、橘幸作（岡延明）
3. ↑  大和晴（高良崚太）、榊星一郎（石森周斗）、月丘柊依（吉原康平）、幸永椿貴（山口諒太郎）、南雲竜（古田一紀）、天門泰雅（坂井易直）、樫良木ルイ（峯田大夢）、結城心（新井雄也）、久我巧生（村上聡）、花山院快斗（馬場惇平）、京極聖（宮瀬尚也）、二葉ともえ（山本智哉）、昂守希（佐久間貴生）、十河夏輝（千葉瑞己）、相庭京介（浦和希）、花村理央（多田啓太）、鞍馬雪丸（上村源）、桐生蓮（TAKA）、白河瞬（岡延明）、橘藤吾（大海将一郎）、今園彩人（森永彩斗）、水無瀬亜佐（菊池勇成）、秋月奏夜（津田拓也）、朝比奈碧（奥山敬人）、天王寺刻成（川島慶嗣）、世良龍太朗（下川草介）、水無瀬涼佑（石井孝英）、ガルシア・エミリオ（小塚亮輔）、蓮美朔（木津つばさ）
4. ↑  堀之内仁、浦和希、古田一紀、荒井亮裕